# SoftBank 706SC
SoftBank 706SC（ソフトバンク ななまるろくエスシー）は韓国のサムスン電子が開発したソフトバンクモバイルのW-CDMA通信方式の携帯電話端末である。

## スペック
- サイズ：（幅×高さ×厚さ） 約54×約103.8×約12.3mm
- 質 量：約89g（電池パック装着時）
- 連続通話時間：W-CDMA網：約170分、GSM網：約200分
- 連続待受時間：W-CDMA網：約205時間、GSM網：約245時間
- 充電時間：160分（急速充電器使用時）
- 通信方式：W-CDMA　GSM900/1800/1900MHz
- メイン液晶：2.3インチQVGA　TFT液晶ディスプレイ （最大26万色）
- サブ液晶：1行半角11文字（16×96ドット）有機EL（青色1色）
- カメラ：200万画素CMOSカメラ
- 内部データフォルダ容量：不明
- 外部メモリー：microSD、最大1GB
- PCドキュメントビューワ
- 辞書機能搭載（合計7万4千語の見出し語を収録）
- ミュージックプレイヤー
- 着うたフル
- Bluetooth
- S!アプリ（メガアプリ）
- TVコール
- トライリンガル（日・英・韓）
- デルモジ表示対応
- レコメール
- 電子コミック

### カラーバリエーション
- ブルー
- シルバー
- ブラック
- ピンク

## 特徴
この機種に前後して発売された705SCや707SCと、ハードウェア/ユーザインターフェイス面ではほぼ共通している。ただし、スライド型となった705SCとは形状の違い、707SCとは外部メモリに対応している点が違う。また、707SCの簡潔で直線的なデザインに対し、より曲線と曲面を強調した、動感を秘めたデザインが特徴的である。

## 沿革
- 2006年7月13日　 テュフ・ラインランド・ジャパン(TUV)による技術基準適合証明の工事設計認証（工事設計認証番号005XYAA0024、005NYDA0085）
- 2006年8月22日　 TUVによる技術基準適合証明の工事設計認証（工事設計認証番号005XYAA0034、005NYDA0099）
- 2006年9月8日　  TUVによる技術基準適合認定の設計認証 （設計認証番号A06-0175005）
- 2006年10月27日　発売